# Syllis beneliahuae
Syllis beneliahuae är en ringmaskart som först beskrevs av Campoy och Alquézar 1982.  Syllis beneliahuae ingår i släktet Syllis och familjen Syllidae. Inga underarter finns listade i Catalogue of Life.